# Скшинки (хутор)
Скшинки — хутор в гмине Барухово Влоцлавского повета Куявско-Поморского воеводства в центральной части севера Польши.